# Pimpla shiva
Pimpla shiva là một loài tò vò trong họ Ichneumonidae.